# 长安的荔枝
《长安的荔枝》（英語：The Litchi Road）是由中国大陆作家马伯庸创作的历史小说，最早发表于文学刊物《收获》长篇小说“2021年春”卷，全文七万字，历时十一天完成。本书被分别改编为同名电影和电视剧。

## 简介
故事设定于唐朝天宝年间，长安城上林苑小吏李善德接到任务，在杨贵妃诞辰之日将岭南的新鲜荔枝送至长安城，面对荔枝易腐败，不易运输的难题，李善德为了家人，他决定放手一搏。而在进行任务时，他也品尝到辛酸与快乐，以及隐藏在唐朝盛世下的统治危机。

## 主要人物
李善德
上林苑小吏，阴差阳错接到运输新鲜荔枝的任务，为了家人，他毅然决定接下运送荔枝的任务。
刘署令
上林苑署令，李善德的上司。
韩承
又名韩十四，在刑部比部司任主事，李善德的好友。
杜甫
诗人，李善德的好友。
何履光
岭南经略使，因担心皇帝不信任他而谋划陷害李善德。
赵欣宁
进略门下掌书记，何履光的下属。
苏谅
波斯商人，帮助李善德运送荔枝。
阿僮
峒女，以种植荔枝品質佳而闻名。
林邑奴
原为何履光的奴仆，后被李善德的善良感动，帮助李善德躲过何履光的追杀。
鱼朝恩
宦官，原想窃取李善德的研究为自己争取功名，杨国忠插手后只好作罢。
杨国忠
又名卫国公，宰相，为给李善德运送荔枝而开通渠道。
高力士
宦官，原名冯元一，为皇帝推荐岭南荔枝，免除李善德的罪名。
李夫人
李善德的妻子。

## 评价
该书一经出版便大获好评，豆瓣十万人评分高达8.5，同时入选”豆瓣2022年度中国文学（小说类）“第三名，同时被评价为”用小人物反应大历史“。

## 出版情况
简体中文版由博集天卷出品，并由湖南文艺出版社出版。
简体中文版：ISBN 9787572608582，湖南文艺出版社。